# Campeonato Mundial de Handebol Masculino de 1982
O Campeonato Mundial de Handebol Masculino de 1982 foi a décima edição do Campeonato Mundial de Handebol. Foi disputado na República Federal da Alemanha.

## Times
| Grupo A            | Grupo B | Grupo C           | Grupo D    |
| ------------------ | ------- | ----------------- | ---------- |
| Tchecoslováquia    | Argélia | Alemanha Oriental | Cuba       |
| Kuwait             | Hungria | Japão             | Dinamarca  |
| União Soviética    | Espanha | Polónia           | Roménia    |
| Alemanha Ocidental | Suécia  | Suíça             | Iugoslávia |

## Fase Preliminar

### Grupo A
| Time               | P | V | E | D | GP | GC  | SG  | Pts. |
| ------------------ | - | - | - | - | -- | --- | --- | ---- |
| União Soviética    | 3 | 3 | 0 | 0 | 99 | 52  | +47 | 6    |
| Alemanha Ocidental | 3 | 2 | 0 | 1 | 59 | 52  | +7  | 4    |
| Tchecoslováquia    | 3 | 1 | 0 | 2 | 68 | 62  | +6  | 2    |
| Kuwait             | 3 | 0 | 0 | 3 | 41 | 101 | -60 | 0    |

### Grupo B
| Time    | P | V | E | D | GP | GC | SG  | Pts. |
| ------- | - | - | - | - | -- | -- | --- | ---- |
| Espanha | 3 | 2 | 1 | 0 | 62 | 55 | +7  | 5    |
| Hungria | 3 | 1 | 2 | 0 | 70 | 60 | +10 | 4    |
| Suécia  | 3 | 1 | 1 | 1 | 71 | 58 | +13 | 3    |
| Argélia | 3 | 0 | 0 | 3 | 50 | 80 | -30 | 0    |

### Grupo C
| Time              | P | V | E | D | GP | GC | SG  | Pts. |
| ----------------- | - | - | - | - | -- | -- | --- | ---- |
| Alemanha Oriental | 3 | 2 | 1 | 0 | 63 | 51 | +12 | 5    |
| Polónia           | 3 | 2 | 1 | 0 | 63 | 53 | +10 | 5    |
| Suíça             | 3 | 1 | 0 | 2 | 47 | 47 | 0   | 2    |
| Japão             | 3 | 0 | 0 | 3 | 52 | 74 | -22 | 0    |

### Grupo D
| Time       | P | V | E | D | GP | GC  | SG  | Pts. |
| ---------- | - | - | - | - | -- | --- | --- | ---- |
| Iugoslávia | 3 | 2 | 0 | 1 | 78 | 61  | +17 | 4    |
| Roménia    | 3 | 2 | 0 | 1 | 75 | 66  | +9  | 4    |
| Dinamarca  | 3 | 2 | 0 | 1 | 65 | 59  | +6  | 4    |
| Cuba       | 3 | 0 | 0 | 3 | 68 | 100 | -32 | 0    |

## Segunda Fase

### Grupo 1
| Time               | P | V | E | D | GP  | GC  | SG  | Pts. |
| ------------------ | - | - | - | - | --- | --- | --- | ---- |
| União Soviética    | 5 | 5 | 0 | 0 | 130 | 85  | +45 | 10   |
| Polónia            | 5 | 2 | 1 | 2 | 97  | 102 | -5  | 5    |
| Alemanha Oriental  | 5 | 2 | 1 | 2 | 92  | 98  | -6  | 5    |
| Alemanha Ocidental | 5 | 2 | 1 | 2 | 85  | 94  | -9  | 5    |
| Tchecoslováquia    | 5 | 1 | 1 | 3 | 99  | 112 | -13 | 3    |
| Suíça              | 5 | 0 | 2 | 3 | 76  | 88  | -12 | 2    |

### Grupo 2
| Time       | P | V | E | D | GP  | GC  | SG  | Pts. |
| ---------- | - | - | - | - | --- | --- | --- | ---- |
| Iugoslávia | 5 | 3 | 1 | 2 | 118 | 104 | +14 | 7    |
| Dinamarca  | 5 | 3 | 1 | 2 | 100 | 9   | +1  | 7    |
| Roménia    | 5 | 3 | 0 | 2 | 116 | 105 | +11 | 6    |
| Espanha    | 5 | 2 | 1 | 2 | 112 | 111 | +1  | 5    |
| Hungria    | 5 | 0 | 4 | 0 | 98  | 103 | -5  | 4    |
| Suécia     | 5 | 0 | 1 | 4 | 103 | 125 | -22 | 1    |

## 3º / 4º lugar
| Data       | Partida¹ | Partida¹ | Partida¹  | Placar |
| ---------- | -------- | -------- | --------- | ------ |
| 07.03.1982 | Polónia  | -        | Dinamarca | 23-22  |

- (¹) -  Em Dortmund

## Final
| Data       | Partida¹        | Partida¹ | Partida¹   | Placar |
| ---------- | --------------- | -------- | ---------- | ------ |
| 07.03.1982 | União Soviética | -        | Iugoslávia | 30-27  |

- (¹) -  Em Dortmund

## Classificação Final
|    | União Soviética    |
|    | Iugoslávia         |
|    | Polónia            |
| 4  | Dinamarca          |
| 5  | Roménia            |
| 6  | Alemanha Oriental  |
| 7  | Alemanha Ocidental |
| 8  | Espanha            |
| 9  | Hungria            |
| 10 | Tchecoslováquia    |
| 11 | Suécia             |
| 12 | Suíça              |
| 13 | Cuba               |
| 14 | Japão              |
| 15 | Kuwait             |
| 16 | Argélia            |

| Campeonato Mundial de Handebol Masculino de 1982 |
| Campeão                                          |
| ------------------------------------------------ |
| União Soviética 1º Título                        |